# پاسخ بدن به الکل
پاسخ به بدن به الکل عبارت است از پاسخ بدن به اثرات اتانول موجود در نوشیدنی‌های الکلی که می‌تواند شامل اثر مستقیم آن یا سرعت بدن در بازیابی حالت طبیعی خود یا مقاومت در برابر الکلی شدن باشد.

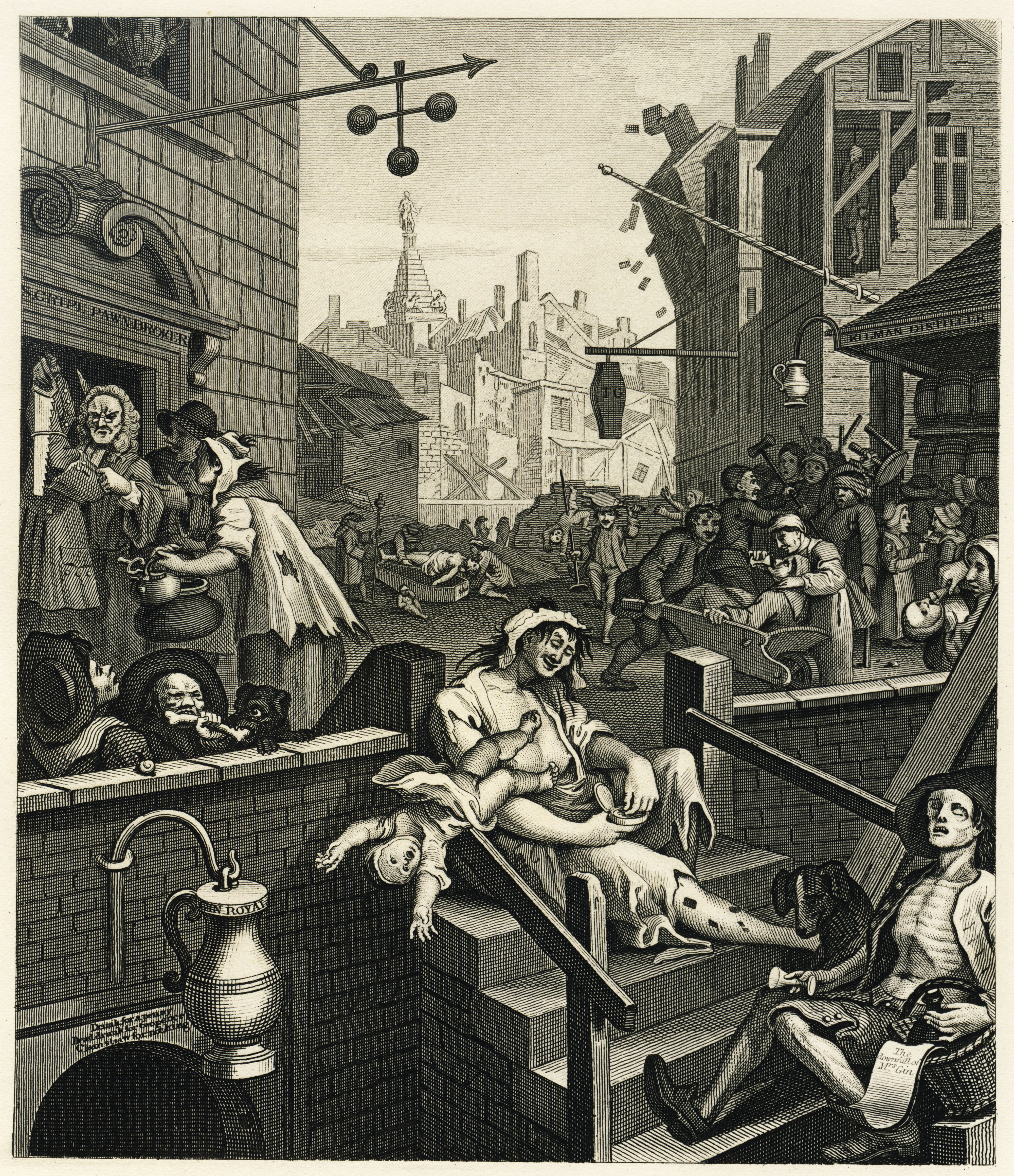
خیابان آبجو و جین لین اثر ویلیام هوگارت، ۱۷۵۱ Hogarth, 1751, detailing the Gin Craze تصویری از جین کریز در اوایل انقلاب صنعتی در بریتانیا.

## افزایش مصرف
تحمل بدن نسبت به الکل با افزایش دوره‌های نوشیدن بیشتر می‌شود. بنابراین برای رسیدن به حالت مستی باید مقدار بیشتری الکل مصرف کرد. کاهش حساسیت بدن نسبت به اثرات الکل می‌تواند یکی از نشانه‌های وابستگی به الکل باشد.
پژوهش‌ها نشان داده که دو تا سه هفته مصرف روزانهٔ الکل می‌تواند باعث کاهش حساسیت بدن نسبت به الکل شود.

## زیست بدن و حساسیت نسبت به الکل
تحمل بدن در برابر الکل ارتباط مستقیم با اندازهٔ جسم فرد دارد از این رو افراد با بدن‌های بزرگتر به الکل بیشتری نیاز دارند تا به حالت مستی برسند. به این ترتیب چون معمولاً مردها اندام بزرگتری نسبت به زن‌ها دارند مقاومت بیشتری نسبت به الکل دارند.
الکل دهیدروژناز گروهی از آنزیم‌هایی است که مسئول شکستن الکل در کبد و ورود آن به خون است. با فعالیت این آنزیم‌ها، اتانول به استالدهید تبدیل می‌شود که باعث اثرات مستی الکل است. سطح این آنزیم‌ها در افراد الکلی کمتر از افراد معمولی است.
برآورد شده که یک تن از هر ۲۰ تن دچار برافروختگی ناشی از الکل می‌شود البته این رویداد به معنی مستی فرد نیست. اگر بدن الکل را سریع تر به استالدهید تبدیل کند یک برافروختگی متوسط در فرد دیده می‌شود. هرچه بدن به دلیل دهیدروژنازهای غیرفعال آهسته‌تر این تبدیل را انجام دهد، برافروختگی شدیدتر صورت می‌گیرد. هر دو واکنش تبدیل سریع تر الکل به استالدهید یا حذف آهسته‌تر استالدهید از بدن باعث می‌شود فرد تمایل کمتری به مصرف زیاد الکل و درنتیجه وابستگی به آن پیدا کند.